# Oberes Filstal-Gemeinde Gruibingen
Oberes Filstal-Gemeinde Gruibingen ist ein Landschaftsschutzgebiet (Schutzgebietsnummer 1.17.066) im Landkreis Göppingen.

## Lage und Beschreibung
Das Schutzgebiet entstand durch Verordnung des Landratsamts Göppingen vom 8. Februar 1984. Mit dem Inkrafttreten dieser Verordnung traten die Verordnung des Württembergischen Kultusministeriums zum Schutz von Landschaftsbestandteilen und Landschaftsteilen entlang der Reichsautobahn Stuttgart-München in den Landkreisen Esslingen, Nürtingen, Göppingen und Ulm vom 12. August 1940, die Verordnung des Landratsamtes Göppingen zum Schutz von Sommerschafweiden als Landschaftsbestandteile vom 27. Juni 1939 und die Verordnung des Landratsamtes Göppingen über das Landschaftsschutzgebiet Kornberg und Sielenwang bis zum unteren Rufstein bei Gruibingen und Auendorf vom 12. März 1968 insoweit außer Kraft, als sie das Gebiet der Gemeinde Gruibingen betreffen.
Es besteht aus drei Teilgebieten und umfasst das gesamte Gebiet der Gemeinde Gruibingen. Ausgenommen sind die Ortslage mit Flächen für die bauliche Entwicklung und einigen weiteren Randflächen, das Sportzentrum, der Campingplatz im Winkelbachtal, das geplante Kleingartengebiet Brucktal und das Gewerbegebiet an der Markungsgrenze zu Mühlhausen im Täle mit Erweiterungsflächen. Das Gebiet gehört zum Naturraum 094-Mittlere Kuppenalb innerhalb der naturräumlichen Haupteinheit 09-Schwäbische Alb. Teile des Landschaftsschutzgebiets liegen im FFH-Gebiet 7423-342 Filsalb und im Vogelschutzgebiet 7422-441 Mittlere Schwäbische Alb. Rundum grenzen mehrere Landschaftsschutzgebiete an. Die Naturschutzgebiete 1074-Heide am Hillenwang, 1261-Rufsteinhänge und Umgebung und 1262-Kornberg werden von dem Landschaftsschutzgebiet umschlossen.

## Schutzzweck
Wesentlicher Schutzzweck ist gemäß Schutzgebietsverordnung die Erhaltung der Vielfalt, Eigenart und Schönheit der höhenmäßig reichgegliederten Alblandschaft um Gruibingen, welche sich durch den Wechsel von Wäldern, Feld- und Bachgehölzen, Hecken, Heideflächen nebst landwirtschaftlich genutzten Acker- und Wiesenflächen auszeichnet und mit ihrer floristischen Vielfalt einen hohen ökologischen Wert darstellt. Der besonders hohen Erholungswert für die Allgemeinheit soll ebenfalls gesichert werden.